# 長浜市立南郷里小学校
長浜市立南郷里小学校（ながはましりつ なんごうりしょうがっこう）は滋賀県長浜市にある公立小学校。

## 概要
南郷里小学校周辺は緑豊かであるが、大型量販店や高速道路のインターチェンジやホテルがある。大型量販店はアルプラザ長浜、高速道路のインターチェンジは北陸自動車道の長浜インターチェンジ、ホテルはホテルルートイン長浜がある。

## 沿革

### 独立校時代
- 1872年 - 宮司神事会議所に教訓学校が開校。（宮司・小堀・南田附）
- 1875年 - 教訓学校を廃し、要明学校を創立。集義学校（加納・榎木）、開新学校（石田・堀部・小屋・七条）を創立。
- 1877年 - 要明学校を教徳学校と改称。（宮司・小堀・南田附・今川）集義学校を廃し、加納に共和学校を創立。（加納・榎木・新栄・南小足）
- 1878年 - 教徳学校を拡知学校と改称。（宮司・小堀・南田附・今川・大東・室・大辰巳・永久寺）
- 1885年 - 拡知・共和・七条（開新より分離）・研幾（寺田）の4校を合併、尋常科宮司小学校とし、拡知に本校を置く。
- 1893年 - 南郷里村に宮司尋常小学校,七条尋常小学校,加納尋常小学校を作る。

### 南郷里尋常小学校時代
- 1898年 - 校を統合し、南郷里尋常小学校を設置（本校：宮司、第1分教場：加納、第2分教場：七条）
- 1901年 - 現在地に新校舎落成。

### 南郷里尋常高等小学校時代
- 1908年 - 南郷里尋常高等小学校と改称。
- 1921年 - 講堂兼屋内体操場新築落成。
- 1923年 - 増築校舎落成。（理科室など）
- 1929年 - 鉄筋２階建の新校舎落成。
- 1936年 - 木造２階建の本館落成。

### 南郷里国民学校時代
- 1941年 - 南郷里国民学校と改称。

### 現在
- 1947年 - 南郷里小学校と改称。
- 1955年 - プール竣工。
- 1963年 - 初代体育館竣工。
- 1975年 - 創立100周年記念式典。校歌制定（作詞・作曲：川澄健一）。南校舎竣工。
- 1978年 - 中校舎竣工。
- 1980年 - 北校舎竣工。
- 1981年 - 2代目体育館竣工。(現在の体育館)
- 1985年 - 校舎改装竣工。
- 1986年 - 創立皇寿（111周年）記念式典。運動場整備。プール竣工。
- 1995年 - 創立120周年記念式典。